# Póvoa (Miranda do Douro)
Póvoa (em mirandês Pruoba) é uma povoação portuguesa sede da Freguesia de Póvoa do Município de Miranda do Douro, freguesia com 29,82 km² de área e 164 habitantes (censo de 2021), tendo, por isso, uma densidade populacional de 5,5 hab./km².

## Demografia
A população registada nos censos foi:
| Distribuição da População por Grupos Etários | Distribuição da População por Grupos Etários | Distribuição da População por Grupos Etários | Distribuição da População por Grupos Etários | Distribuição da População por Grupos Etários |
| -------------------------------------------- | -------------------------------------------- | -------------------------------------------- | -------------------------------------------- | -------------------------------------------- |
| Ano                                          | 0-14 Anos                                    | 15-24 Anos                                   | 25-64 Anos                                   | > 65 Anos                                    |
| 2001                                         | 17                                           | 35                                           | 117                                          | 74                                           |
| 2011                                         | 16                                           | 11                                           | 94                                           | 87                                           |
| 2021                                         | 7                                            | 12                                           | 66                                           | 79                                           |

## Geografia
A Freguesia de Póvoa é uma das 17 freguesias do município de Miranda do Douro, ocupando uma área de 22.54 km², o que corresponde a 4.63% do território do município.

## História
A aldeia de Póvoa está localizada a 10 km do norte de Miranda do Douro. Foi habitada desde tempos antigos como diversas inscrições parietais sugeridas, incluindo o famoso "Pé de Moura" . 
Póvoa nome é mencionado em documentos em 1332 do rei D. Afonso IV.